# БАЗИС (серия контроллеров)
БАЗИС — серия отечественных промышленных контроллеров. Разрабатывается и выпускается АО «Экоресурс» (г. Воронеж) с 1997 года.
Контроллеры серии БАЗИС включены в Единый реестр Российской радиоэлектронной продукции (ПП РФ № 878), и подтверждено их производство на территории РФ (ПП РФ №719).
Серия используется для построения систем противоаварийной автоматической защиты (ПАЗ) и сигнализации, дискретного и циклического управления, автоматического регулирования технологическими процессами в различных областях промышленности.
Контроллеры данной серии выпускаются как во взрывозащищенном исполнении, так и в исполнении без взрывозащиты.
Взрывозащищенные исполнения имеют маркировку [Ex ia] IIC, [Ex ia Ga] IIC или 0Ex ia IIC T6 Ga X.
Контроллеры серии БАЗИС имеют исполнения как несодержащие, так и содержащие измерительные каналы.
Контроллеры серии БАЗИС соответствуют Федеральным нормам и правилам в области промышленной безопасности «Общие правила взрывобезопасности для взрывопожароопасных химических, нефтехимических и нефтеперерабатывающих производств», «Правила безопасности химически опасных производственных объектов», Техническим регламентам Таможенного союза ТР ТС 004/2011, ТР ТС 012/2011, ТР ТС 020/2011, а также действующим стандартам.
В контроллерах данной серии применяется ряд изобретений (например, по регулированию — авторские свидетельства на изобретения №№705417, 970319 и 1833834).
БАЗИС® является зарегистрированным товарным знаком.
Первоначально название БАЗИС являлось аббревиатурой — Блок Аварийной Защиты И Сигнализации.

## История создания иразвития серии
Разработка серии БАЗИС началась в 1997 году. К первому поколению контроллеров относятся контроллер БАЗИС-1 и блок внешнего табло БВТ (сняты с производства в 2000 году). Данные контроллеры могли принимать сигналы только от электроконтактных датчиков.
Ко второму поколению относятся контроллеры БАЗИС-3, БАЗИС-4 (производились с 2000 по 2007 год; в настоящий момент сняты с производства). Данные контроллеры уже могли принимать сигналы от двухпозиционных датчиков, термопар, термопреобразователей сопротивления 3-х/4-х проводных и токовых пассивных/активных датчиков с аппаратно заданными градуировками.
К третьему поколению относятся контроллеры БАЗИС-12 (исполнение универсальное), БАЗИС-21 (с монохромными ЖКИ) и БАЗИС-35 (производились с 2001 по 2016 год), а также усовершенствованный блок внешнего табло БВТ (производится с 2001 года по настоящее время). 
К четвёртому поколению контроллеров относятся исполнения контроллера БАЗИС-21 с цветным ЖКИ диагональю 5,7 и 10,4 дюйма (производятся с 2007 года по настоящее время). Данные контроллеры принимают сигналы от двухпозиционных датчиков, термопар, термопреобразователей сопротивления 3-х/4-х проводных, импульсных (частотно-импульсных, частотных) и токовых пассивных/активных датчиков с программно задаваемыми градуировками по соответствующим ГОСТ.
К пятому поколению контроллеров относятся программируемый логический контроллер БАЗИС-100, а также новые исполнения контроллеров БАЗИС-14 (БАЗИС-14.ЦР, БАЗИС-14.ЗР и БАЗИС-14.Р), БАЗИС-35 (БАЗИС-35.ЦС и БАЗИС-35.С), БАЗИС-РИТМ (БАЗИС-РИТМ.ТОК, БАЗИС-РИТМ.РИМ, БАЗИС-РИТМ.ШИМ, БАЗИС-РИТМ.И и БАЗИС-РИТМ.П) и БАЗИС-ПВ.
Седьмого мая 2022 года исполнилось 25 лет со дня выпуска первого контроллера серии БАЗИС.

## Исполнения контроллеров
Контроллеры серии БАЗИС можно разделить на следующие группы: 
- ПЛК;
- базовые контроллеры;
- внешние устройства.

К первой группе относится модульный контроллер БАЗИС-100.
Ко второй группе относятся:
- контроллеры регистрации, регулирования и защиты БАЗИС-14[12] — имеют следующие исполнения:
  - регистратор (БАЗИС-14.ЦР);
  - ПАЗ (БАЗИС-14.ЗР);
  - регулятор (БАЗИС-14.Р);
- блоки противоаварийной защиты и сигнализации БАЗИС-21[12] — имеют следующие исполнения:
  - Регистратор (БАЗИС-21. ЦР, БАЗИС-21.2ЦР);
  - ПАЗ + Регистратор (БАЗИС-21. Ц, БАЗИС-21.2Ц);
  - ПАЗ + Регистратор + Регулятор (БАЗИС-21.2ЦУ);
  - Регулятор (БАЗИС-21. РР, БАЗИС-21.2РР);
- блоки технологической сигнализации и защиты БАЗИС-35[9] — имеют следующие исполнения:
  - ПАЗ и сигнализации (БАЗИС-35.ЦС);
  - Управления исполнительными механизмами (БАЗИС-35.УК);

- малоканальные промышленные контроллеры для решения задач преобразования, регулирования, регистрации и сигнализации пневматических сигналов БАЗИС-ПВ — имеют следующие исполнения:
  - Регистратор пневматический (БАЗИС-ПВ.ЦР);
  - Регулятор пневматический (БАЗИС-ПВ.Р);
  - Электро-пневмо преобразователь (БАЗИС-ПВ.41);
  - Пневмо-электро и электро-пневмо преобразователь (БАЗИС-ПВ.42);
  - Пневмо-электро преобразователь (БАЗИС-ПВ.44 и БАЗИС-ПВ.48).

- компактные малоканальные контроллеры для решения задач измерения и регулирования БАЗИС-РИТМ — имеют следующие исполнения:
  - Измеритель (БАЗИС-РИТМ.И);
  - Позиционный регулятор (БАЗИС-РИТМ.П);
  - ПИД-регулятор с токовым выходом (БАЗИС-РИТМ.ТОК);
  - ПИД-регулятор с одним ШИМ-выходом (БАЗИС-РИТМ.ШИМ);
  - ПИД-регулятор с двумя ШИМ-выходами (БАЗИС-РИТМ.РИМ);
  - Индикатор токовый (БАЗИС-РИТМ.ИТ).

Контроллеры данной группы используются как автономно, так и при организации сетей.
В третью группу входят:
- автономные модули контроллера БАЗИС-100;
- контроллеры сигнализации БАЗИС-35.С;
- блоки внешнего табло БВТ-12Б и БВТ-24Б.

Эти контроллеры используются для наращивания информационных возможностей базовых контроллеров и создания распределенных систем и комплексов посредством шины расширения БАЗИС-ШР. Шина расширения дает возможность подключать к базовым контроллерам, поддерживающим шину расширения, блоки сигнализации и дополнительные входные/выходные модули.

Полный перечень актуальных исполнений доступен на сайте производителя.

## Преимущества инедостатки
К преимуществам контроллеров серии БАЗИС можно отнести следующее:
- для всех контроллеров серии БАЗИС:
  - встроенные барьеры искрозащиты [Ex ia] IIC (особовзрывозащищенные);
  - встроенные блоки питания датчиков;
  - полноценные универсальные каналы (принимают сигналы от термопар, термопреобразователей сопротивления 3-х/4-х проводных, токовых датчиков с запиткой от контроллера, двухпозиционных, в том числе NAMUR);
  - простое масштабирование решения (в том числе поэтапное);
  - наличие печатной и электронной версии эксплуатационной документации;
  - бесплатное сервисное ПО (программа конфигурирования, программа чтения архивов, ОРС-сервер), входящее в комплект поставки.
- дополнительно для моноблоков:
  - наличие индикатора, кнопок управления и звуковой сигнализации;
  - малые габариты и вес;
- дополнительно для ПЛК:
  - резервирование модулей (питания, процессорных, входных/выходных и др.);
  - дублирование внутренних и внешних интерфейсов;
  - «горячая» замена/добавление/удаление модулей;
  - «горячая» загрузка конфигурации.

Среди недостатков моноблоков можно отметить:
- некоторые модули не имеют поканальной гальваноразвязки;
- нет резервирования модулей;
- контроллеры решают задачи локальной автоматизации, так как информационная ёмкость задач сильно ограничена.

К недостаткам ПЛК можно отнести сравнительно небольшую информационную емкость — до 500—600 каналов.

## Фотографии
- БАЗИС-РИТМ (исп. ТОК/РИМ/ШИМ)
- БАЗИС-35 (исп. ПАЗ и сигнализация)
- ПЛК БАЗИС-100 (модуль ПУ)
- ПЛК БАЗИС-100 (модули)
- БАЗИС-14 (исп. Регулятор)
- БАЗИС-21.2Ц (исп. с цв. ЖКИ 10,4"  ПАЗ + Регистратор)
- БАЗИС-21.2ЦР (исп. с цв. ЖКИ 10,4"  Регистратор)
- БАЗИС-35.УК (исп. Управление клапанами)

## Награды
Контроллеры серии БАЗИС неоднократно награждались дипломами и медалями крупнейших международных выставок России по тематике Нефть-Газ-Химия-Автоматизация (см. подраздел Награды на официальном сайте).

## Медиа
Контроллеры серии БАЗИС освещаются в ведущих научно-технических и производственных периодических изданиях.
Полный перечень статей доступен на сайте производителя.
Доступно несколько докладов о контроллерах серии БАЗИС с тематических конференций:
- Модернизация и импортозамещение систем управления и ПАЗ с использованием контроллеров серии БАЗИС;
- Использование контроллеров серии БАЗИС;
- Решение задач локальной и комплексной автоматизации с применением контроллеров серии БАЗИС.

## Референс-лист
Имеются следующие референс-листы:
- основных потребителей продукции;
- отзывов потребителей.